# インガー・ゼーデルグレン
- インゲル・セーデルグレン

インガー・ゼーデルグレン（Inger Södergren、1947年2月25日 - ）は、スウェーデンのピアノ奏者。
ヒェーピング出身。ストックホルム王立音楽院でスタニスラフ・クノールにピアノを学び、同音楽院の奨学金を得てウィーンに留学してカルロ・ゼッキに師事。またパリに行って、ナディア・ブーランジェとイヴォンヌ・ルフェビュールの薫陶も受けた。1994年からナタリー・シュトゥッツマンのピアノ伴奏を務める。